# Iphiaulax aquaticus
Iphiaulax aquaticus är en stekelart som först beskrevs av Myers 1931.  Iphiaulax aquaticus ingår i släktet Iphiaulax och familjen bracksteklar. Inga underarter finns listade i Catalogue of Life.